# Replicants
Replicants fue una banda formada por Ken Andrews, Paul D'Amour, Greg Edwards y Chris Pitman, desaparecida en 1996. Sólo han editado un álbum homónimo repleto de versiones editado en 1995. 
El nombre de la banda proviene del verbo en inglés To replicate o copiar, refiriéndose en tono de humor sobre su condición de "banda tributo".

## Historia
Varios después de la marcha de Paul D'Amour como bajista de Tool, se reunió con Chris Pitman, un teclista, y los miembros de Failure Ken Andrews y Greg Edwards. Decidieron restringir su trabajo a versionar canciones de bandas famosas en los 70 y 80. El líder y vocalista de Tool Maynard James Keenan pone la voz a "Silly Love Songs".
Llegados 1996, cada miembro de la banda decidió seguir caminos distintos. Ken Andrews comenzó carrera en solitario, mientras que los tres miembros restantes se unieron a Brad Laner de la banda Medicine para formar LUSK y editar su único álbum Free Mars, para después seguir cada uno caminos distintos.

## Discografía
- 1995: Replicants (Zoo Entertainment)